# Fokomelie
Fokomelie (z řeckého φώκη = „tuleň“ a μέλος = „končetina“) patří mezi atrofické vrozené vady horní (někdy dolní) končetiny.
Fokomelie byla jednou z typických součástí tzv. fetálního thalidomidového syndromu (na přelomu 60. let 20. století se po celém světě narodilo až okolo 6000 dětí s různými malformacemi, způsobenými teratogenním působením thalidomidu).

## Definice
Kompletní podélný defekt na horní končetině: kosti pažní (humerus), vřetenní (radius), loketní (ulna), eventuálně zápěstí a na dolní končetině: kosti stehenní (os femoris), holenní (tibia), lýtkové (fibula), eventuálně nártu. Na horní končetině nasedá víceméně normální ruka přímo na pletenec ramenní, na dolní končetině noha na pletenec pánevní.

## Léčba
Jedinci postižení fokomelií horních končetin používali k sebeobsluze převážně zachovalých dolních končetin. V současnosti je tento defekt řešen tahovými/elektrickými protézami, ovládanými fokomelickou rukou. Fokomelie dolních končetin se ošetřuje proteticky jako oboustranná exartikulace (amputace v kloubu) v kyčelním kloubu.